# Pyrimidin
Pyrimidiner er en gruppe af heterocycliske aromatiske organiske forbindelser. De består af en enkelt aromatisk ring med 2 kvælstofatomer. Gruppen af pyrimidiner indeholder en række stoffer afledt af pyrimidin, herunder cytosin, thymin og uracil, der indgår i nukleotider og dermed også i DNA (cytosin og thymin) eller RNA (cytosin og uracil).
I DNA og baseparret RNA danner pyrimidiner basepar med puriner.
| Naturvidenskab | Spire Denne naturvidenskabsartikel er en spire som bør udbygges. Du er velkommen til at hjælpe Wikipedia ved at udvide den. |